# Heliopetes ericetorum
Heliopetes ericetorum, con el nombre común de saltarina blanca norteña, es una mariposa de la familia Hesperiidae. Se encuentra en América del Norte desde el este de Washington al sur hasta el oeste de Colorado, el sur de California, Arizona y Baja California en el noroeste de México. El hábitat consiste en bosques abiertos, chaparrales, lavados secos, montañas desérticas y tierras áridas.
La envergadura es de 32 a 38 mm. Los machos tienen alas blancas con estrechos galones negros en los márgenes exteriores. Las hembras tienen marcas más gruesas, más oscuras y negras en la base del ala.
Los adultos vuelan de abril a octubre.
Las larvas se alimentan de las hojas de las especies de malva, incluidas las especies de Sphaeralcea, Althaea y Malva. Viven en refugios de hojas enrolladas o atadas.